# Two Bridges
Two Bridges è un'area del quartiere di Manhattan, a New York City (Stati Uniti). Esso è localizzato all'estremità meridionale del Lower East Side, nei pressi del ponte di Brooklyn e del ponte di Manhattan.
È tradizionalmente un quartiere abitato da immigrati, precedentemente popolato da europei e più recentemente da latino-americani e cinesi.

## Trasporti
Il quartiere è servito dalla metropolitana di New York attraverso la stazione East Broadway della linea IND Sixth Avenue, dove fermano i treni della linea F.